# Schekker
Schekker war das Online-Jugendmagazin der deutschen Bundesregierung. Von 2001 bis 2015 erschienen dort regelmäßig Texte aus den Themenbereichen Politik, Wirtschaft und Gesellschaft. Einmal im Monat setzte sich Schekker außerdem mit einem Top-Thema ausführlich auseinander.
Unter der redaktionellen und technischen Leitung der Dresdner Jugendzeitschrift SPIESSER, die Schekker seit 2009 im Auftrag produzierte, schrieben Jugendliche aus ganz Deutschland Artikel zu politischen Themen für das Online-Magazin. Schekker lebte vom Prinzip „von Jugendlichen für Jugendliche“. Die Nachwuchsautoren kamen aus dem ganzen Bundesgebiet. Regelmäßige Treffen und journalistische Workshops halfen, Qualität und Stil der publizierten Texte zu verbessern.
Jede Ausgabe beschäftigte sich vorwiegend mit einem zuvor festgelegten Themenschwerpunkt, der von Partizipationsmöglichkeiten in der BRD über Themengebiete wie die Europäische Union, Internationale Organisationen oder Religion bis hin zur Fußball-WM 2006 in Deutschland variieren konnte.
In einer E-Mail vom 12. Juni 2015 gab das Redaktionsteam bekannt, dass die Website zum Ende des Jahres 2015 vom Netz gehen würde, da sich das Presse- und Informationsamt der Bundesregierung gegen eine Fortführung des Magazins entschieden habe. Das letzte Top-Thema erschien Ende Juni 2015. Danach gab es keine neuen Inhalte auf der Seite mehr.